# 茅野裕城子
茅野 裕城子（ちの ゆきこ、1955年7月6日 - ）は、日本の小説家、日本ペンクラブ女性作家委員会副委員長。

## 略歴
- 東京都出身。
- 青山学院大学フランス文学科卒業。
- 女優業を経た後、トラベルライターとして世界中を巡る。1992年には北京大学に留学し、中国語と中国現代文学を学ぶ。
- 現在は武蔵野大学で文芸創作の授業を担当。
- 1987年、「有髪」で第66回文學界新人賞佳作。
- 1995年、「韓素音の月」で第19回すばる文学賞受賞。
- 1998年、『大陸游民』で第20回野間文芸新人賞候補。

## 作品リスト

### 小説

#### 単行本
- 『韓素音の月』
  - 韓素音の月（『すばる』1995年11月号）
  - 淡交
  - 蝙蝠
    - 1996年1月10日、集英社、ISBN 9784087741797
    - 2001年11月25日、集英社文庫、ISBN 9784087473834
- 『大陸游民』（1998年1月30日、集英社、ISBN 9784087743159）
- 『西安の柘榴』（2004年7月10日、集英社、ISBN 9784087747058）
  - 口内電話（『すばる』2000年4月号）
  - 黄無花果（『すばる』2000年11月号）
  - 唯一の芒果（『すばる』2001年1月号）
  - 西安の柘榴（『すばる』2001年4月号）
  - フラッシング　北京便（『すばる』2001年9月号）
  - オリーブのために（『すばる』2002年1月号）
  - 突然、シャンハイ（『すばる』2002年3月号）
  - 禿山の一夜（『すばる』2003年4月号）
- 『ミッドナイト・クライシス』（2007年10月10日、集英社、ISBN 9784087748758）
  - ミッドナイト・クライシス（『すばる』2005年12月号）
  - ペチカ燃えろよ（『すばる』2006年6月号）
  - ダライ・ママ（『すばる』2007年4月号）

#### 単行本未収録作品
- タイムシェア（『すばる』2004年12月号）
- スローリー・ゴーホーム（『すばる』2005年6月号）
- 北方交通（『群像』2008年8月号）

### エッセイ
- 『バービーからはじまった』（2004年4月30日、新潮社、ISBN 9784104677016）

### 共著
- 『プラネット・マオ　文化大革命のグラフィック・パワー』（2000年4月、アスペクト）
- 『人造美女は可能か?』（2006年9月11日、慶應義塾大学出版会、ISBN 9784766413014）